# نادي اليرموك (ليبيا)
نادي اليرموك الليبي هو أحد أندية كرة القدم في ليبيا ويتخد من مدينة جنزور مقراً له. النادي كان بمركز الوصيف في كأس ليبيا 1997. يتضمن النادي عدة لعبات منها كرة القدم والسلة والتايكوندو إلا إنه يشتهر بكرة القدم. ألوان الفريق هي الأصفر والأسود.

## تأسيسه
بدأت فكرة تأسيس النادي بصفة جدية سنة 1964، وبدلت محاولات مع المسؤلين ببلدية الزاوية في تلك الفترة لتبنى فكرة إنشاء هدا النادي. وتمت الموافقة على إشهار النادي يوم 25/ 03 / 1964، وصدر قرار تشكيل أول لجنة إداريـــــة للنادي تكونت من الاخوة: ـ حسين عبد الله خماج (رئيسا) ـ على بشير الفاندى ـ فاتح نصير ـ رمضان بزع ـ الشــــــارف إبراهيم القمبرلو ـ عبد المجيد محمد البشتي ـ سالم محمود عدال (أعضاء)
```
وقد بدا النادي بالمشاركة الفعلية في البطولات خلال موسم 66 /1967 بعد ان شكل فريقا لكرة القدم. ولعـــــب الفريق في بطولة الدرجة الثانية لفرق بلدية الزاوية خلال الفترة 1967 / 1970 ثم انضم لفرق بلدية طرابلس حسب التقسيم الإداري الجديد.
وبعد صدور قرار إعادة إشهـــار الأندية الرياضية سنة 1973 أشهر نـــــادى جنزور تحت اسم نـــادى اليرموك، بتاريخ 30 / 06 /1973
```

## كرة القدم
يشهد النادي في الفترة الاخيرة نهضة في المستوى حيث ارتقى إلى دوري الدرجة الأولى واصبح مرشحا فعليا للصعود للدوري الممتاز

## إنجازاته
كأس ليبيا، مرة واحدة بمركز الوصيف، عام 1997